# Rafael Betancourt
Pour les articles homonymes, voir Betancourt.
Rafael José Betancourt (né le 29 avril 1975 à Cumaná au Venezuela) est un lanceur de relève droitier de la Ligue majeure de baseball qui est présentement agent libre.

## Carrière

### Professionnelle
Recruté en 1993 par les Red Sox de Boston, il est libéré par la franchise de Nouvelle-Angleterre en 1999. Il ne joue toutefois pas en ligue majeures, se contentant de jouer en ligues mineures pour les clubs affiliés aux Sox.
Durant la saison 2000, il joue au Japon pour les Yokohama BayStars (11 matches joués) avant d'être relégué en ligue mineure japonaise. Il est à nouveau recruté par les Sox en décembre 2000 puis libéré en octobre 2001 à la suite d'une blessure à l'épaule droite qui l'éloigne durablement des terrains. Il est opéré en juillet 2001 et son épaule est renforcée par une plaque de métal et six vis. La rééducation dure près de dix-huit mois.

#### Indians de Cleveland

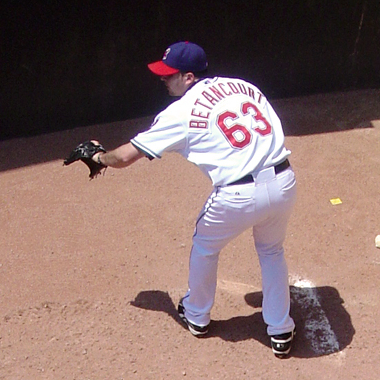
Betancourt dans l'enclos de relève des Indians en 2007.

Il signe chez les Indians de Cleveland en janvier 2003 et fait alors son apparition sur les terrains de la MLB après avoir commencé la saison en Double-A (Akron Aeros) puis Triple-A (Bisons de Buffalo). Betancourt prend part à 33 matches des Indians lors de la seconde partie de la saison 2003 à partir du 13 juillet. Il compte sa première victoire le 27 juillet contre les Twins du Minnesota et son premier sauvetage le 10 août contre les Padres de San Diego.
Le 8 juillet 2005, il est suspendu dix jours pour dopage. Malgré cet incident, Betancourt conserve la confiance de la franchise.
En 2006, il participe à la Classique mondiale de baseball avec l'équipe du Venezuela.
Auteur de nouvelles belles prestations en 2007 (1,47 de moyenne de points mérités), Betancourt devient un élément important de la relève des Indians. Son contrat est renouvelé en janvier 2008, mais son salaire bloqué au minimum syndical jusque-là, prend de l'ampleur : il touchera 5,4 millions de dollars sur les saisons 2008 et 2009 avec une option à 5 millions sur une troisième saison, sans compter les primes.

#### Rockies du Colorado
À l'approche de sa fin de contrat avec les Indians, Betancourt est échangé aux Rockies du Colorado le 23 juillet 2009 contre Connor Graham, jeune joueur de Ligues mineures. Il maintient une moyenne de points mérités de seulement 1,78 en 32 sorties pour Colorado, portant cette moyenne à 2,73 pour l'ensemble de la saison avec les deux équipes. Il lance deux manches et un tiers en trois parties de Série de divisions, le premier tour éliminatoire où les Rockies sont battus par les Phillies de Philadelphie.
De retour avec les Rockies en 2010, Betancourt remporte 5 victoires contre une seule défaite, avec un sauvetage. Il enregistre 89 retraits sur des prises en 62 manches et un tiers lancées en 72 parties. Sa moyenne grimpe cependant à 3,61.
En 2011, sa moyenne de points mérités (2,89 en 62,1 manches) est la meilleure parmi les lanceurs des Rockies. Il lance dans 68 parties, compte 73 retraits sur des prises, deux victoires et huit sauvetages.
Stoppeur des Rockies en 2012, Betancourt protège un sommet en carrière de 31 victoires mais gaspille aussi l'avance de son équipe à 7 reprises. Gagnant d'un match contre quatre défaites, il enregistre 57 retraits sur des prises en 57 manches et deux tiers lancées et présente une moyenne de points mérités de 2,81.
Sa saison 2013 prend abruptement fin en août lorsqu'il se blesse au coude droit. Après son dernier match le 22 août, il a une moyenne de points mérités élevée de 4,08 en 28 manches et deux tiers de travail, avec deux victoires, cinq défaites et 16 sauvetages en 32 parties. La sérieuse blessure au coude de Betancourt laisse penser que la carrière du vétéran de 38 ans est terminée et il est sans contrat lorsque s'amorce la saison 2014. Il rejoint les Rockies plus tard en avril et passe l'année dans les mineures.
De retour dans les majeures avec Colorado en 2015, sa moyenne de points mérités se chiffre à 6,18 après 39 manches et un tiers lancées en 45 sorties lorsqu'il est libéré de son contrat le 27 août.

## Statistiques
En saison régulière
| Statistiques de lanceur |           |     |    |    |     |    |    |    |       |     |      |
| Saison                  | Équipe    | G   | GS | CG | SHO | SV | V  | D  | IP    | SO  | ERA  |
| 2003                    | Cleveland | 33  | 0  | 0  | 0   | 1  | 2  | 2  | 38.0  | 36  | 2,13 |
| 2004                    | Cleveland | 68  | 0  | 0  | 0   | 4  | 5  | 6  | 66.2  | 76  | 3,92 |
| 2005                    | Cleveland | 54  | 0  | 0  | 0   | 1  | 4  | 3  | 67.2  | 73  | 2,79 |
| 2006                    | Cleveland | 50  | 0  | 0  | 0   | 3  | 3  | 4  | 56.2  | 48  | 3,81 |
| 2007                    | Cleveland | 68  | 0  | 0  | 0   | 3  | 5  | 1  | 79.1  | 80  | 1,47 |
| 2008                    | Cleveland | 69  | 0  | 0  | 0   | 4  | 3  | 4  | 71.0  | 64  | 5,07 |
| 2009                    | Cleveland | 29  | 0  | 0  | 0   | 1  | 1  | 2  | 30.2  | 32  | 3,52 |
| 2009                    | Colorado  | 32  | 0  | 0  | 0   | 1  | 3  | 1  | 25.1  | 29  | 1,78 |
| Totaux                  |           | 342 | 0  | 0  | 0   | 26 | 23 | 18 | 435.1 | 438 | 3,16 |

En séries éliminatoires
| Statistiques de lanceur |           |    |    |    |     |    |   |   |      |    |      |
| Saison                  | Équipe    | G  | GS | CG | SHO | SV | V | D | IP   | SO | ERA  |
| 2007                    | Cleveland | 7  | 0  | 0  | 0   | 0  | 0 | 0 | 10.0 | 9  | 5,40 |
| 2009                    | Colorado  | 3  | 0  | 0  | 0   | 0  | 0 | 0 | 2.1  | 3  | 3,86 |
| Totaux                  |           | 10 | 0  | 0  | 0   | 0  | 0 | 0 | 12.1 | 12 | 5,11 |

Note: G = Matches joués ; GS = Matches comme lanceur partant ; CG = Matches complets ; SHO = Blanchissages ; 
V = Victoires ; D = Défaites ; SV = Sauvetages ; IP = Manches lancées ; SO = retraits sur des prises ; ERA = Moyenne de points mérités.